# Банк Ливана
Банк Ливана (араб. مصرف لبنان‎, фр. Banque du Liban) — центральный банк Ливана.

## История
До 1920 года в Ливане, входившем до 1918 года в состав Османской империи, обращались денежные знаки, выпускавшиеся турецким казначейством.
В 1919 году учреждён французский акционерный Банк Сирии, получивший в 1920 году исключительное право эмиссии и начавший в том же году выпуск сирийского фунта, обращавшегося и в Ливане. В 1924 году банк переименован в Банк Сирии и Великого Ливана. 1 апреля 1924 года банк получил исключительное право эмиссии на территории Сирии и Ливана. Банкноты выпускались двух образцов — с надписями «Сирия» и «Ливан», но обращались на обеих территориях. В 1939 году он переименован в Банк Сирии и Ливана.
Законом от 1 августа 1963 года создан Банк Ливана, начавший операции 1 апреля 1964 года. Капитал банка принадлежит правительству страны.
Пост временно управляющего банка с 2023 года занимает Вассим Мансури.